# Konstantin Novoselov
Konstantin Sergejevič Novoselov (rusky Константи́н Серге́евич Новосёлов, Konstantin Sergejevič Novosjolov; * 23. října 1974 Nižnij Tagil) je rusko-britský fyzik známý pro objev grafenu, který učinil s Andrem Geimem a díky kterému v roce 2010 získali Nobelovu cenu za fyziku. Nyní pracuje na University of Manchester.

## Biografie
Narodil se roku 1974 do ruské rodiny v Nižním Tagilu na Sibiři (tehdejší SSSR, dnes Rusko). Získal diplom na Moskevském fyzikálně-technickém institutu a Ph.D. si udělal na University of Nijmegen v Nizozemsku. V roce 2001 odešel na University of Manchester. Nyní má ruské i britské občanství.
Publikoval více než 200 článků, které prošly peer review, např. na téma mezoskopické supravodivosti (Hallův efekt), vynálezu tzv. gekoní pásky, a grafenu.